# Sequence
Sequence è una rivista cinematografica britannica pubblicata dal 1947 al 1952, fondata da John Boud e Peter Ericsson, che ebbe fra i suoi redattori il critico e sceneggiatore Gavin Lambert e i registi Lindsay Anderson e Karel Reisz.
Malgrado la breve durata, ha avuto una notevole importanza per la storia del cinema britannico, in quanto sulle sue pagine sono stati espressi per la prima volta i principi teorici del futuro movimento cinematografico conosciuto come Free cinema.

## Storia editoriale
La rivista è stata fondata nel 1946 come organo della Oxford Film Society, con il titolo Film Society Magazine, presto cambiato in Sequence.
Ne sono stati pubblicati complessivamente solo quattordici numeri, sotto la direzione di Penelope Houston e, per gli ultimi numeri, di Reisz e Anderson.
I principali redattori di Sequence hanno contribuito anche all'autorevole pubblicazione del British Film Institute Sight & Sound, che Lambert ha diretto dal 1949 al 1955 e la Houston dal 1956 al 1990.